# 路易十六的處決
路易十六的處決是指1793年1月21日，在法國國王路易十六遭到廢黜後，在巴黎革命廣場遭到公開處決。在法國大革命期間，法蘭西第一共和國宣布廢除君主制。1792年12月，國民公會開始對路易十六展開審判。1793年1月15日，國民公會以壓倒性的多數票，判定前國王路易十六犯下叛國罪。其中沒有代表投下「無罪票」，僅有幾名代表投下棄權票。1月17日，國民公會以簡單多數決的方式，宣布判處路易十六死刑。
1月21日上午10時22分，路易十六被送往巴黎革命廣場，由長期擔任劊子手的夏爾·亨利·桑松負責處決，並在斷頭臺上執行死刑。這次處決是法國大革命的重要事件，也是法國歷史上的重要事件。同年，路易十六的王后瑪麗·安東妮也被送上斷頭臺處決。